# Muncie (Indiana)
Muncie is een plaats (city) in de Amerikaanse staat Indiana, en valt bestuurlijk gezien onder Delaware County.

## Demografie
Bij de volkstelling in 2000 werd het aantal inwoners vastgesteld op 67.430.
In 2006 is het aantal inwoners door het United States Census Bureau geschat op 65.287, een daling van 2143 (-3,2%).

## Geografie
Volgens het United States Census Bureau beslaat de plaats een oppervlakte van
62,6 km², geheel bestaande uit land.

## Plaatsen in de nabije omgeving
De onderstaande figuur toont nabijgelegen plaatsen in een straal van 20 km rond Muncie.

## Trivia
- De personages uit de strip Garfield wonen hier blijkbaar ook, omdat striptekenaar Jim Davis hier woont.
- Muncie vormde de inspiratiebron voor de televisieserie Parks and Recreation die zich afspeelt in het fictieve plaatsje Pawnee. De kaart van Pawnee bestaat uit een omgedraaide en gespiegelde kaart van Muncie. Het personage Jerry vermeldt herhaaldelijk dat Muncie zijn favoriete plek is en hij heeft er een timeshare.[3]

## Geboren
- William Lawvere (1937-2023), wiskundige
- Rick McKinney (12 oktober 1953), handboogschutter